# 副导演
副導演，也称助理导演（AD）是指影視作品制片階段中，在剧组中作为导演的副手，分担部分导演职能，辅助导演工作，主管某一方面的人员。

## 概括
- 按照剧组工作的繁複程度，可有一个或几个副导演。如：现场副导演、外联副导演、选角副导演、群演副导演等、第一副導演（1st Assistant Director）、第二副導演（2nd Assistant Director）、第三副導演（2nd 2nd Assistant Director）。
- 執行導演（Executive Director）不同於副導演（Assistant Director，AD），通常为導演的分身，负责指挥一个分剧组的摄制工作。
- 副導演（Assistant Director，AD）不是導演助理（Assistant to Director）或私人助理。